# Jocs Olímpics d'Hivern de 1992
Els Jocs Olímpics d'Hivern de 1992, oficialment anomenats XVI Jocs Olímpics d'Hivern, es van celebrar a la ciutat d'Albertville (França) entre els dies 8 i 23 de febrer de 1992. Hi participaren un total de 1.801 esportistes (1.313 homes i 488 dones) de 64 comitès nacionals que competiren en 7 esports i 57 especialitats.
El 1986 el Comitè Olímpic Internacional (COI) va decidir separar la realització dels Jocs Olímpics d'Estiu i els Jocs Olímpics d'Hivern del mateix any, un fet que havia passat des del 1924. Així els Jocs Olímpics passaren a realitzar-se en anys alterns a partir del 1994, any en el qual es realitzaren els Jocs Olímpics d'hivern a Lillehammer (Noruega). Aquests foren els primers Jocs en els quals els Jocs Olímpics d'hivern i els Jocs Paralímpics d'hivern es realitzaren en la mateixa seu.
Aquests foren els primers Jocs, des de 1936 amb un únic equip d'Alemanya, que agrupà els de la República Democràtica Alemanya i de l'Alemanya Occidental. En aquests Jocs no participà la Unió Soviètica, dissolta l'any 1991, i sí que ho feu l'Equip Unificat, l'única ocasió en què ho feu en uns Jocs d'hivern.

## Ciutats candidates
En la 91a Sessió del Comitè Olímpic Internacional (COI) realitzada a Lausana (Suïssa) el 17 d'octubre de 1986 s'escollí la ciutat d'Albertville com a seu dels Jocs Olímpics d'hivern de 1992 per davant de:
| Jocs Olímpics d'hivern de 1992 | Jocs Olímpics d'hivern de 1992 | Jocs Olímpics d'hivern de 1992 | Jocs Olímpics d'hivern de 1992 | Jocs Olímpics d'hivern de 1992 | Jocs Olímpics d'hivern de 1992 | Jocs Olímpics d'hivern de 1992 | Jocs Olímpics d'hivern de 1992 |
| ------------------------------ | ------------------------------ | ------------------------------ | ------------------------------ | ------------------------------ | ------------------------------ | ------------------------------ | ------------------------------ |
| Ciutat                         | País                           | 1a Ronda                       | 2a Ronda                       | 3a Ronda                       | 4a Ronda                       | 5a Ronda desempat              | 6a Ronda                       |
| Albertville                    | França                         | 19                             | 26                             | 29                             | 42                             | -                              | 51                             |
| Sofia                          | Bulgària                       | 25                             | 25                             | 28                             | 24                             | -                              | 25                             |
| Falun                          | Suècia                         | 10                             | 11                             | 11                             | 11                             | 41                             | 9                              |
| Lillehammer                    | Noruega                        | 10                             | 11                             | 9                              | 11                             | 40                             | -                              |
| Cortina d'Ampezzo              | Itàlia                         | 7                              | 6                              | 7                              | -                              | -                              | -                              |
| Anchorage                      | Estats Units                   | 7                              | 5                              | -                              | -                              | -                              | -                              |
| Berchtesgaden                  | Alemanya                       | 6                              | -                              | -                              | -                              | -                              | -                              |

## Comitès participants
En aquests Jocs Olímpics participaren un total de 1.801 competidors, entre ells 1.313 homes i 488 dones, de 64 comitès nacionals diferents.
Amb el col·lapse de la Unió Soviètica sis estats s'uniren sota la denominació Equip Unificat per participar en els Jocs Olímpics, alhora que els estats bàltics Estònia, Letònia i Lituània participaren amb els seus propis equips. Croàcia i Eslovènia feren el seu debut en un Jocs Olímpics a l'independitzar-se de la República Federal Socialista de Iugoslàvia Alemanya competí amb un únic equip després de la de reunificació alemanya.
En aquests Jocs van participar per primera vegada, a més dels estats esmentats anteriorment, Algèria, Bermudes, Brasil, Hondures, Irlanda i Swazilàndia; retornà el Senegal; i deixaren de participar Fidji, Guam, Guatemala i Portugal.
| - Alemanya (111) - Algèria (4) - Andorra (5) - Antilles Neerlandeses (2) - Argentina (20) - Austràlia (21) - Àustria (58) - Bèlgica (5) - Bermudes (1) - Bolívia (4) - Brasil (7) - Bulgària (31) - Canadà (109) - Corea del Nord (20) - Corea del Sud (23) - Costa Rica (4) - Croàcia (4) - Dinamarca (6) - Equip Unificat (129) - Eslovènia (27) - Espanya (17) - Estats Units (147) |  | - Estònia (19) - Filipines (1) - Finlàndia (62) - França (109) - Grècia (8) - Hondures (1) - Hongria (24) - Índia (2) - Irlanda (2) - Islàndia (5) - Itàlia (107) - Iugoslàvia (25) - Illes Verges Americanes (12) - Jamaica (5) - Japó (60) - Letònia (23) - Líban (4) - Liechtenstein (7) - Lituània (6) - Luxemburg (1) - Marroc (12) |  | - Mèxic (20) - Mònaco (5) - Mongòlia (4) - Noruega (80) - Nova Zelanda (6) - Països Baixos (19) - Polònia (53) - Puerto Rico (6) - Regne Unit (49) - Romania (23) - San Marino (3) - Senegal (2) - Suècia (73) - Suïssa (74) - Eswatini (1) - Turquia (8) - Txecoslovàquia (74) - Xile (5) - R.P. de la Xina (32) - Xina Taipei (8) - Xipre (4) |

## Esports disputats
Un total de 7 esports foren disputats en aquests Jocs Olímpics, realitzant-se un total de 57 proves. En aquesta edició hi hagué dos esports de demostració.

## Seus
- Albertville:
  - Halle Olympique - patinatge artístic sobre gel i Patinatge de velocitat en pista curta
  - Anneau de vitesse - patinatge de velocitat sobre gel
  - Théâtre des Cérémonies - cerimònies d'obertura i clausura
- Les Arcs - esquí de velocitat
- Courchevel - salt amb esquí i combinada nòrdica
- Les Menuires - esquí alpí masculí: eslàlom
- Méribel - esquí alpí femení
  - Patinoire de Méribel - hoquei sobre gel
- La Plagne - luge i bobsleigh
- Pralognan-la-Vanoise - curling
- Les Saisies - esquí de fons i biatló
- Tignes - esquí acrobàtic
- Val d'Isère - esquí alpí masculí: descens, gegant, super gegant i combinada alpina

## Fets destacats
- En aquests Jocs l'esquí acrobàtic (la prova de bamps) i el patinatge de velocitat en pista curta debutaren com a esport olímpics. En el biatló s'introduïren tres proves famenines.
- Les grans dominadores de l'any foren les membres de l'Equip Unificat, que representà la Comunitat d'Estats Independents, en esquí de fons Liubov Iegórova i Yelena Välbe, que aconseguiren guanayar 5 medalles cada una. En categoria masculina foren els esquiadors de fons noruecs Bjørn Dæhlie i Vegard Ulvang, que aconseguiren guanyar 4 medalles cadascú.
- El finlandès Toni Nieminen, als 16anys, es convertí en el campió olímpic més jove en salt amb esquís.
- Destacaren els esquiadors alpins Alberto Tomba, que es convertí en el primer esquiador a retenir el títol olímpic d'eslàlom gegant, i Petra Kronenberg. La novazelandesa Annelise Coberger es convertí en la primera esquiadora de l'hemisferi sud en guanyar una medalla olímpica en uns Jocs d'hivern, concretament la medalla de plata en la prova d'eslàlom.
- Kristi Yamaguchi i Midori Ito dels Estats Units i el Japó, respectivament, es van convertir en les primeres persones d'origen asiàtic en guanyar una medalla olímpica en el patinatge artístic sobre gel. Ito es convertí, així mateix, en la primera dona a aconseguir un triple axle en una competició olímpica.
- El suís Nicolau Bochatay, esquiador de velocitat, morí durant els entrenaments al xocar amb una vehicle reparador de la neu.

## Medaller
Deu comitès amb més medalles en els Jocs Olímpics de 1992. País amfitrió ressaltat.
| Jocs Olímpics d'hivern de 1992 | Jocs Olímpics d'hivern de 1992 | Jocs Olímpics d'hivern de 1992 | Jocs Olímpics d'hivern de 1992 | Jocs Olímpics d'hivern de 1992 | Anells Olímpics |
| Posició                        | CON                            | Or                             | Plata                          | Bronze                         | Total           |
| 1                              | Alemanya                       | 10                             | 10                             | 6                              | 26              |
| 2                              | Equip Unificat                 | 9                              | 6                              | 8                              | 23              |
| 3                              | Noruega                        | 9                              | 6                              | 5                              | 20              |
| 4                              | Àustria                        | 6                              | 7                              | 8                              | 21              |
| 5                              | Estats Units                   | 5                              | 4                              | 2                              | 11              |
| 6                              | Itàlia                         | 4                              | 6                              | 4                              | 14              |
| 7                              | França                         | 3                              | 5                              | 1                              | 9               |
| 8                              | Finlàndia                      | 3                              | 1                              | 3                              | 7               |
| 9                              | Canadà                         | 2                              | 3                              | 2                              | 7               |
| 10                             | Corea del Sud                  | 2                              | 1                              | 1                              | 4               |

### Medallistes més guardonats
Categoria masculina
| Nom              | CON       | Disciplina      | Or | Plata | Bronze | Total |
| Bjørn Dæhlie     | Noruega   | Esquí de fons   | 3  | 1     | 0      | 4     |
| Vegard Ulvang    | Noruega   | Esquí de fons   | 3  | 1     | 0      | 4     |
| Mark Kirchner    | Alemanya  | Biatló          | 2  | 1     | 0      | 3     |
| Toni Nieminen    | Finlàndia | Salt amb esquís | 2  | 0     | 1      | 3     |
| Martin Höllwarth | Àustria   | Salt amb esquís | 0  | 3     | 0      | 3     |

Categoria femenina
| Nom               | CON            | Disciplina             | Or | Plata | Bronze | Total |
| Liubov Iegórova   | Equip Unificat | Esquí de fons          | 3  | 2     | 0      | 5     |
| Ielena Välbe      | Equip Unificat | Esquí de fons          | 1  | 0     | 4      | 5     |
| Gunda Niemann     | Països Baixos  | Patinatge de velocitat | 2  | 1     | 0      | 3     |
| Antje Misersky    | Alemanya       | Biatló                 | 1  | 2     | 0      | 3     |
| Stefania Belmondo | Itàlia         | Esquí de fons          | 1  | 1     | 1      | 3     |